# Nationale 1 2012-2013 (hockey su pista)
Il Nationale 1 2012-2013 è stata la 97ª edizione del torneo di primo livello del campionato francese di hockey su pista; fu disputato dal il 29 settembre 2012 e l'8 giugno 2013. Il titolo fu conquistato dallo SCRA Saint-Omer, al suo ottavo titolo.

## Stagione

### Formula
Il Nationale 1 2012-2013 vide ai nastri di partenza dodici club; la manifestazione fu organizzata con un girone all'italiana, con gare di andata e ritorno per un totale di ventidue giornate: erano assegnati tre punti per l'incontro vinto, un punto a testa per l'incontro pareggiato e zero la sconfitta. Al termine della stagione regolare la vincitrice venne proclamata campione di Francia. Le squadre classificate dall'undicesimo al dodicesimo posto retrocedettero direttamente in Nationale 2, il secondo livello del campionato.

## Classifica finale
|                    | Pos. | Squadra              | Pt | G  | V  | N | P  | GF  | GS  | DR  |
| ------------------ | ---- | -------------------- | -- | -- | -- | - | -- | --- | --- | --- |
| Francia (bandiera) | 1.   | SCRA Saint-Omer      | 56 | 22 | 18 | 2 | 2  | 116 | 70  | +46 |
|                    | 2.   | Quévert              | 51 | 22 | 16 | 3 | 3  | 114 | 63  | +51 |
|                    | 3.   | Saint-Brieuc         | 47 | 22 | 15 | 2 | 5  | 102 | 59  | +43 |
|                    | 4.   | La Vendéenne         | 36 | 22 | 11 | 3 | 8  | 88  | 67  | +21 |
|                    | 5.   | Mérignac             | 29 | 22 | 8  | 5 | 9  | 113 | 93  | +20 |
|                    | 6.   | Coutras              | 28 | 22 | 8  | 4 | 10 | 78  | 96  | -18 |
|                    | 7.   | Lione                | 28 | 22 | 9  | 1 | 12 | 78  | 87  | -9  |
|                    | 8.   | Noisy-le-Grand       | 27 | 22 | 8  | 3 | 11 | 93  | 110 | -17 |
|                    | 9.   | Ploufragan           | 22 | 22 | 7  | 1 | 14 | 74  | 92  | -18 |
|                    | 10.  | Gazinet-Cestas       | 20 | 22 | 5  | 5 | 12 | 78  | 114 | -36 |
|                    | 11.  | Gleizé en Beaujolais | 18 | 22 | 5  | 3 | 14 | 78  | 120 | -42 |
|                    | 12.  | Biarritz             | 18 | 22 | 6  | 0 | 16 | 70  | 112 | -42 |

Legenda:
  Vincitore della Coppa di Francia 2012-2013.
      Campione di Francia e ammessa all'Eurolega 2013-2014.
      Ammesse all'Eurolega 2013-2014.
      Ammesse alla Coppa CERS 2013-2014.
      Retrocesse in Nationale 2 2013-2014.
Note:
Tre punti a vittoria, uno a pareggio, zero a sconfitta.